# Rambucourt
Rambucourt település Franciaországban, Meuse megyében. Lakosainak száma 191 fő (2022. január 1.). Rambucourt Xivray-et-Marvoisin, Beaumont, Mandres-aux-Quatre-Tours, Seicheprey, Bouconville-sur-Madt és Broussey-Raulecourt községekkel határos.

## Népesség
A település népessége az elmúlt években az alábbi módon változott:
| Lakosok száma | 174  | 146  | 150  | 170  | 200  | 195  | 189  | 187  | 185  | 191  |
|               | 1968 | 1982 | 1990 | 2006 | 2013 | 2015 | 2017 | 2019 | 2020 | 2022 |